# Zieten-Denkmal (Wustrau)

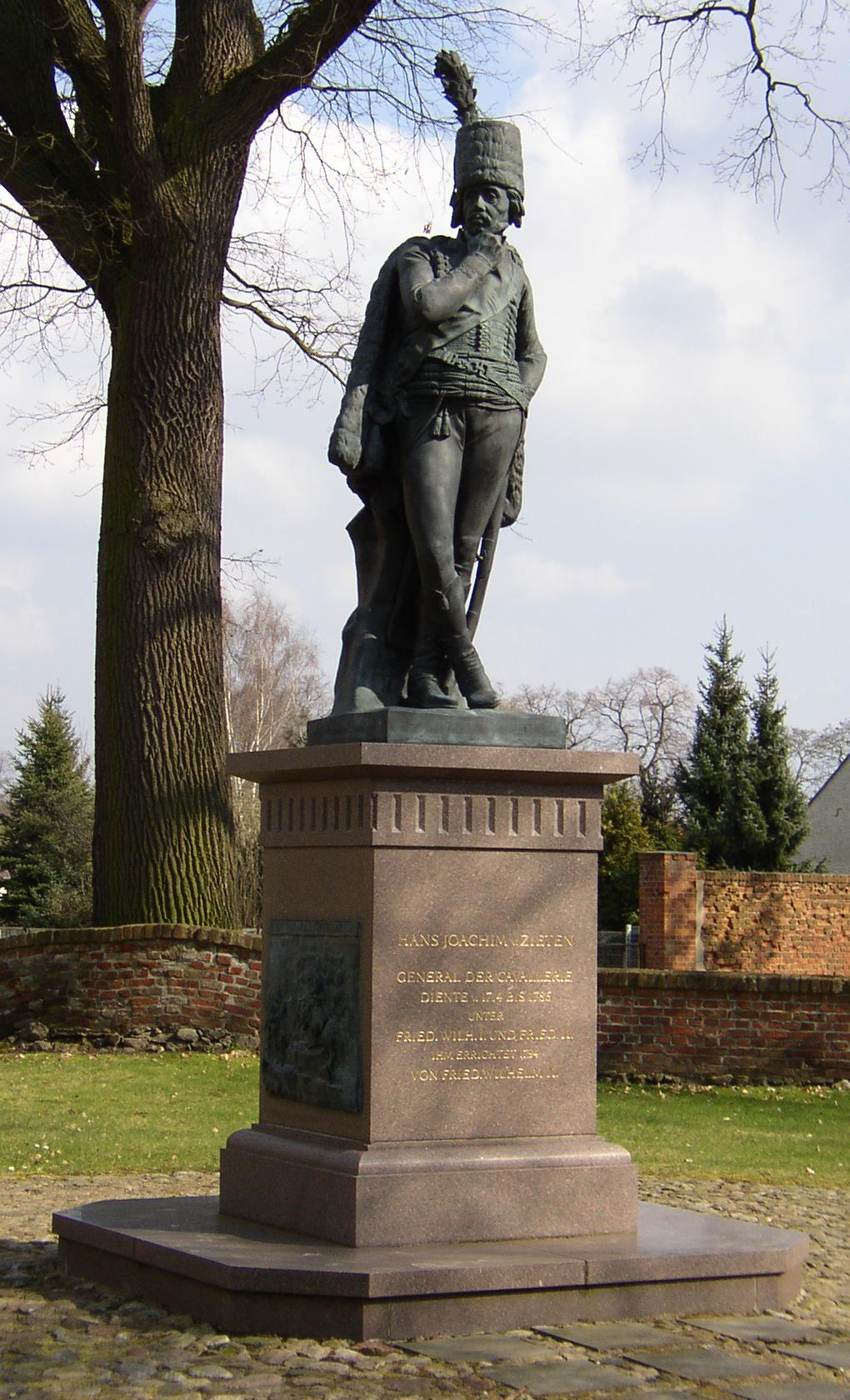
Zieten-Denkmal in Wustrau

Das Zieten-Denkmal in Wustrau ist eine auf einem Sockel stehende Bronzestatue, die den preußischen General Hans Joachim von Zieten (1699–1786) darstellt.

## Geschichte
Das Marmororiginal des Standbilds wurde 1794 von Johann Gottfried Schadow im Stil des Klassizismus geschaffen. Eine Bronzekopie wurde 1857 von August Kiß hergestellt  und steht als Zieten-Denkmal in der Mohrenstraße in Berlin. Die Statue in Zietens Geburtsstadt Wustrau ist ein Replikat der Berliner Bronzestatue und wurde von der Familie Zieten in Auftrag gegeben. Das Denkmal steht auf dem Gelände des Brandenburg-Preußen Museums in Wustrau  und wurde am 14. Mai 1999, dem 300. Geburtstag Zietens eingeweiht.

## Beschreibung und Symbolik
Das Standbild zeigt Zieten in einer für die Husaren charakteristischen Kleidung, eine mit Verschnürungen auf der Brust besetzte Uniformjacke, eine mit Pelz besetzte Überjacke und einen Kolpak als Kopfbedeckung. Er blickt nachdenklich. Die rechte Hand ist zum Kinn geführt, die Linke griffbereit am Säbel. Das rechte Bein ist vor das linke gestellt. Einige Chronisten sind der Ansicht, dass die Darstellung Zietens eher einer Tendenzstatue ähnelt, die das Husarentum als solches ausdrückt. Das übergeschlagene Bein und die Hand am Kinn kann gedeutet werden, als ob ein amüsanter Husarenstreich ersonnen und ausgeführt werden soll. Dies entspricht jedoch nicht dem Charakter Zietens, der stets etwas Ernstes, Nüchternes und auch Schlichtes hatte. Diese Auffassung soll jedoch nicht die großartige künstlerische Leistung von Schadows Arbeit schmälern.

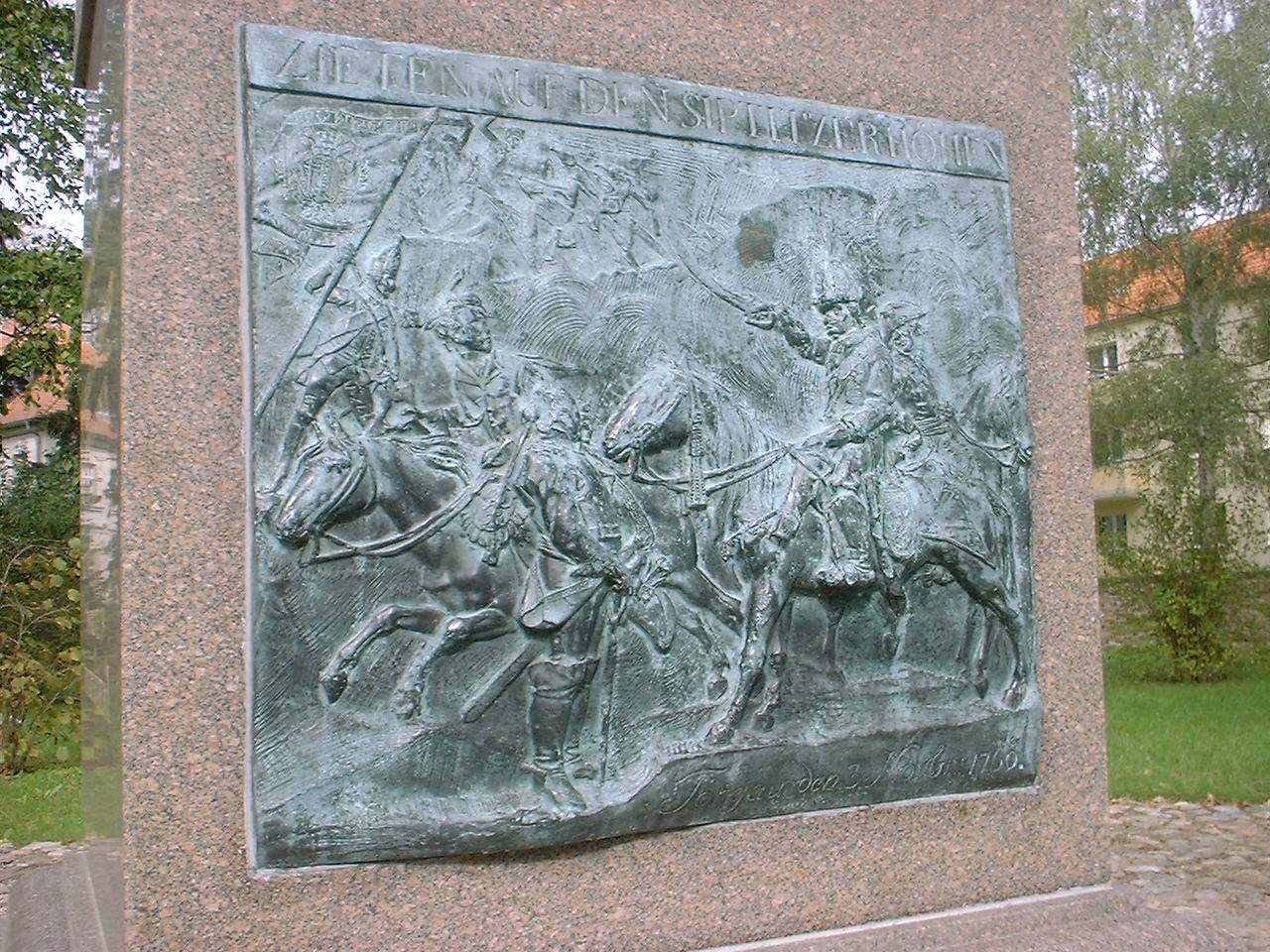
Gedenktafel für Hans Joachim von Zieten in der Schlacht auf den Süptitzer Höhen

Der Steinsockel, auf dem Zietens Statue steht, ist reich verziert. Auf der Vorderseite ist die folgende Inschrift zu lesen:
Rechts und links am Sockel sind Gedenktafeln aus Bronze angebracht, die Illustrationen von Schlachten, an denen Zieten maßgeblich beteiligt war zeigen. Auf der linken Seite ist eine Szene der Schlacht auf den Süptitzer Höhen dargestellt.